# Litlafjall
Litlafjall är ett berg i republiken Island. Det ligger i regionen Norðurland vestra, 160 km nordost om huvudstaden Reykjavík. Toppen på Litlafjall är 658 meter över havet.
Trakten runt Litlafjall är nära nog obefolkad, med mindre än två invånare per kvadratkilometer. Det finns inga samhällen i närheten. Trakten runt Litlafjall består i huvudsak av gräsmarker.